# Río Zuari
El Río Zuari (en konkaní: जुवारी; en portugués: Rio Zuari) es el río más grande en el estado de Goa, en la India. Es un río de marea. El Zuari se origina en Hemad - Barshem en los Ghats occidentales. También se le conoce como el Aghanashani en las regiones interiores. Fluye en dirección sur - oeste a través de las talukas de Tiswadi, Ponda, Mormugao, Salcete, Sanguem y Quepem.
Zuari tiene 92 km de largo, pero está conectado a otros ríos y canales, como el río Mandovi (62 km de longitud) y el canal Cumbarjua (15 km). Los otros ríos en Goa son más cortos, como Terekhol ( 22 km), Chaporá (29 km), Baga (5 km), Sal (16 km), Talpona (11 km), y Galgibag ( 4 km) . Sus largos y anchos varían con inundaciones estacionales de las mareas y otros.